# Traian Georgescu
Traian Georgescu (n. 20 martie 1931, Ploiești, România – d. 15 mai 2008, România) a fost un fundaș de fotbal român care și-a petrecut întreaga carieră la Universitatea Cluj. El a fost căpitanul echipei „U” Cluj atunci când clubul a câștigat Cupa României în sezonul 1964–65.

## Carieră
„Omul echilibrului. Un jucător exponențial, care era un dirijor al apărării. În același timp alimenta și mijlocașii sau înaintașii cu precizia paselor sale. Un altruist deosebit și un căpitan deosebit. Așa cum era el, trebuie să fie un căpitan” 

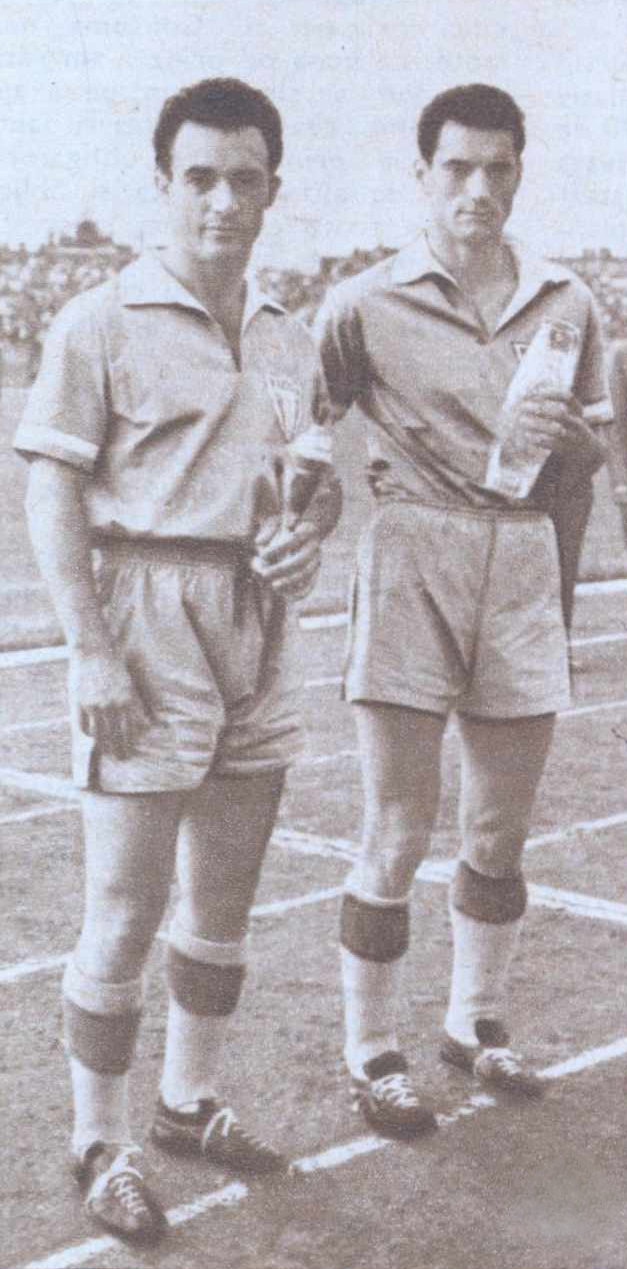
Georgescu (stânga) și Mihai Adam în 1965

Traian Georgescu s-a născut pe 20 martie 1931 în orașul Ploiești din România, unde a început să joace fotbal în anul 1946, la nivel de juniori, la Prahova Ploiești, trecând apoi în 1948 la clubul vecin, Concordia Ploiești. A urmat cursurile Facultății de Medicină din Cluj și, în acest timp, a început să joace fotbal la nivel de senior la clubul local, Universitatea, debutând în Divizia A pe 15 aprilie 1951, sub conducerea antrenorului Iuliu Baratky, într-o înfrângere în deplasare cu scorul de 4–1 în fața echipei Flacăra Petroșani. În același an a marcat toate golurile Universității în victoria cu 3–1 împotriva echipei CCA București, al doilea gol fiind considerat de presa vremii cel mai frumos gol al Universității din acel sezon, când Georgescu a alergat de la centrul terenului și l-a învins cu un șut de la 20 de metri pe portarul Ion Voinescu. Până la sfârșitul primului său sezon, a marcat un total de șase goluri: cu excepția hat-trick-ului împotriva echipei CCA, a marcat câte un gol împotriva echipelor Dinamo București, Locomotiva Timișoara și Flacăra Mediaș, acesta din urmă fiind în Cupa României. În anul 1954 a fost selecționat de antrenorul echipei naționale a României, Ștefan Dobay, pentru un meci amical cu Ungaria, în care însă nu a jucat.
După ce echipa clujeană a retrogradat în 1956, Georgescu a rămas la club, devenind căpitanul echipei după ce Mircea Luca s-a retras, și a contribuit la promovarea din nou a echipei în prima ligă după un an în care a marcat patru goluri în 23 de meciuri. El a ajutat echipa echipa „U” Cluj să câștige Cupa României în sezonul 1964–1965, fiind folosit în toate minutele de antrenorul Andrei Sepci în victoria cu 2–1 din finala⁠(d) cu Dinamo Pitești. În sezonul următor, Georgescu a debutat în competițiile europene și a jucat trei meciuri în Cupa Cupelor din sezonul 1965–1966: a ajutat echipa „Șepcile Roșii” să elimine echipa austriacă Wiener Neustadt în turul I, dar clujenii au fost elininați în turul următor de Atlético Madrid. Georgescu s-a retras la scurt timp după meciul dublu cu spaniolii, având un total de 280 de meciuri în Divizia A și 13 goluri marcate.

## Viața personală
Georgescu a lucrat în paralel pe post de chirurg⁠(d), iar când colegul său de echipă, Remus Câmpeanu, a fost diagnosticat cu apendicită, Georgescu a fost cel care l-a operat la cererea lui Câmpeanu. A murit în 2008, la câțiva ani după ce a fost diagnosticat cu boala Alzheimer.

## Palmares
Universitatea Cluj
- Divizia B: 1957–58[2][7]
- Cupa României: 1964–65[4]

## Distincții
- Medalia „Meritul Sportiv” clasa a II-a (25 octombrie 1966) „pentru rezultatele deosebite obținute în competițiile sportive internaționale, precum și pentru contribuția valoroasă adusă la dezvoltarea culturii fizice și sportului în țara noastră”[11]